# Oktave
Als Oktave (von lateinisch octava ‚die achte‘) bezeichnet man in der Musiktheorie ein Intervall sowie einen durch heptatonische Unterteilung acht Tonstufen umspannenden Tonraum, dessen Rahmentöne im Frequenzverhältnis 2:1 stehen, und die achte Stufe einer zumeist diatonisch strukturierten Tonleiter.

## Der Oktavbegriff
Notenbeispiel: Tonleiter im Tonraum einer Oktave von f′ nach f′′, Oktave als Intervallsprung von f′ nach f′′, Oktavintervall f′ und f′′ als „Oktavgriff“ (Simultanintervall).
Da die zu acht Tonstufen im Oktavraum führende heptatonische Diatonik in der historischen Entwicklung der abendländischen Musiktheorie zur Bezugsgröße für die diatonischen Intervallbezeichnungen geworden ist, wird auch ein durch eine andere Anzahl von Tonstufen davon abweichender Tonraum als „Oktave“ bezeichnet, sofern das Frequenzverhältnis des Rahmenintervalls 2:1 beträgt und der obere Ton somit die doppelte Schwingungszahl des unteren hat. Daher spricht man z. B. auch bei einem pentatonisch unterteilten Tonraum von einer Oktave, auch wenn der obere Rahmenton mit dem Frequenzverhältnis 2:1 in diesem Fall nicht die achte, sondern – unter Bezug auf die Pentatonik – deren sechste Tonstufe repräsentiert.
In Folge des durch die heptatonische Diatonik geprägten Oktavbegriffs sind geringstufigere Tonsysteme oftmals als „defizitär“ (und dadurch im Vergleich zum abendländischen Tonsystemen als geringwertiger) kategorisiert worden, während über den Tonvorrat der Heptatonik hinausgehende Tonsysteme unbeachtet ihrer strukturellen Eigenheiten mit dem diatonischen Intervallbestand nur über den Umweg der Chromatik erfasst werden konnten.
Ein Intervall von zwei Oktaven („Doppeloktave“) enthält fünfzehn diatonische Stufen und wird als Quintdezime (auch Quindezime, lateinisch quinta decima ‚die fünfzehnte‘) bezeichnet.
Der Begriff der Oktave wird in der Bedeutung „Frequenzverhältnis 2:1“ auch in der Physik, Akustik und Hochfrequenztechnik gebraucht.

## Oktavidentität

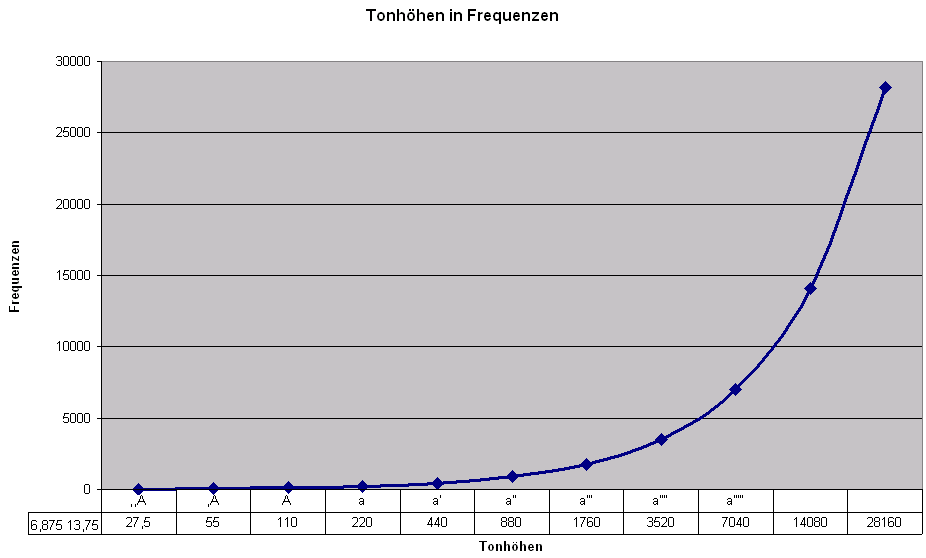
Oktavierung des Kammertons a
(Die Frequenzen der Oktaven verhalten sich exponentiell zur Anzahl der Oktaven)

Zwei Töne im Abstand einer Oktave erscheinen sehr ähnlich, fast wie ein Einklang (Prime). Man sagt auch, sie haben die gleiche Tonigkeit. Der Grund ist sowohl in der eigentlichen Tonerzeugung, als auch in den Verarbeitungsmechanismen des menschlichen Gehirns zu finden: Töne von Musikinstrumenten sind Klänge, die sich unter anderem aus dem Grundton und mehreren Obertönen zusammensetzen. Der erste Oberton des Grundtons hat (in der Regel) die gleiche Frequenz wie der nach oben oktavierte Grundton. Er ist somit im Klang des unteren Tons bereits enthalten. Dadurch ist die Oktave das konsonanteste Intervall nach der Prime und wird von den meisten Hörern leicht erfasst. Zudem haben Säugetiere nach Ergebnissen der Gehirnforschung eine Oktavkartierung im auditorischen Thalamus, die das als Oktavidentität bezeichnete Phänomen der Analogiebildung zwischen unterschiedlichen Oktavräumen neurologisch zu begründen vermögen.

### Die Oktavidentität in der Musiktheorie
Aufgrund des Phänomens der Oktavidentität ist die Oktave in zahlreichen Kulturen mit musiktheoretischer Reflexion oftmals das Gerüstintervall für systematische Skalenbildungen. Daher erstreckt sich die Darstellung dieser Tonleitern zumeist nur über einen Oktavraum, da sich die für diesen Tonraum geltenden Strukturen in höheren oder tieferen Oktavräumen lediglich wiederholen (so etwa im abendländischen Tonsystem).
Die Reflexion des Oktavphänomens in der abendländischen Musiktheorie war historischen Veränderungen unterworfen. So konnten die Kirchentonarten zwar als „Oktavgattungen“ kategorisiert werden, ihre Rahmentöne hatten jedoch unterschiedliche Funktionen. Während der untere Grundton des Rahmenintervalls als Schlusston (Finalis) Verwendung fand, galt seine Oktavierung aufgrund der Melodieverlaufsregeln des Gregorianischen Chorals nicht als schlussfähig.
Noch zum Beginn des 18. Jahrhunderts galten Dreiklangskonstellationen wie c-e-g, e-g-c und g-c-e trotz gemeinsamen Tonmaterials als eigenständige Akkordformen. Erst Jean-Philippe Rameau erkannte die Bedeutung der Oktavidentität für die Systematisierung mehrstimmiger Klänge und machte diese 1722 in seiner Schrift zur Harmonielehre Traité de l’harmonie durch die Idee von der Umkehrbarkeit von Akkorden nutzbar.

## Intervallgröße und Qualität der Oktave

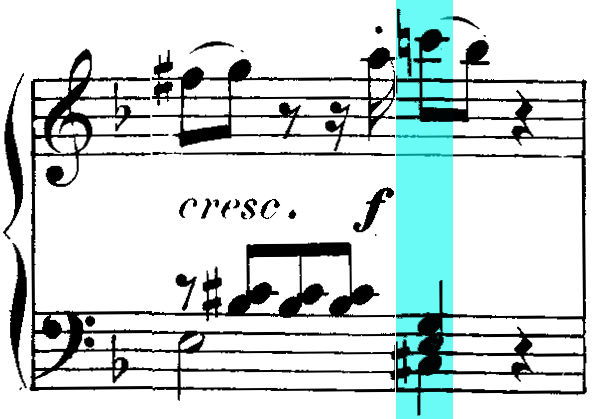
Verminderte Oktave als Vorhaltston
in Mozarts d-Moll-Fantasie

Die reine Oktave (a) ist eine Konsonanz (Qualität) und umfasst 12 Halbtonschritte bzw. 8 diatonische Tonstufen (Intervallgröße). Sie behält, anders als die übrigen Intervalle, auch in allen temperierten Stimmungen immer das Frequenzverhältnis 2:1 (eine Ausnahme ist jedoch die Streckung beim Klavierstimmen). In der kompositorischen Praxis kann die Oktave durch Alteration zur (b) verminderten Oktave mit 11 Halbtonschritten und (c) übermäßigen Oktave mit 13 Halbtonschritten auch als Dissonanz auftreten, deren Vorkommen zumeist durch die Stimmführungslogik oder motivische Beziehungen bedingt ist.
Treten alterierte Oktaven zwischen aufeinanderfolgenden Tönen verschiedener Stimmen auf, spricht man von einem Querstand.
Im Fall des Mozart-Beispiels (siehe Notenbeispiel) entsteht die verminderte Oktave durch das Zusammentreffen des Basstones Cis mit dem c′′′ der Oberstimme als Vorhaltston zur akkordeigenen Septime b′ des verminderten Septakkords (cis-e-g-b). Durch die zeitliche Kürze des Vorhalts und die motivische Logik (der Vorhalt c′′–b′ ist eine Umkehrung des Vorhaltmotivs fis′–g′ am Taktbeginn) wird die Dissonanzwirkung der verminderten Oktave gemildert und kaum wahrnehmbar.

## Untergliederung des Tonraumes in Oktavräume

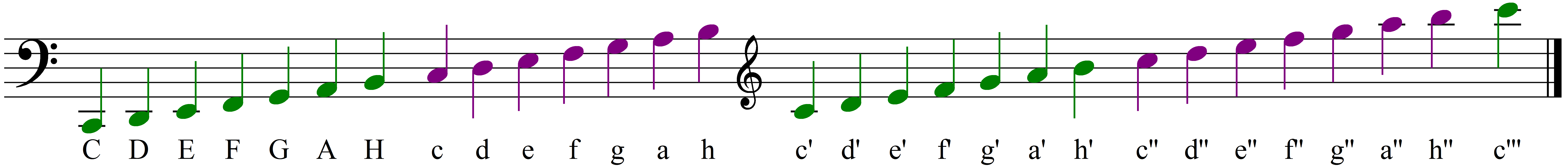
Die Oktavräume zwischen C und c’’’

Zusammenhang von Frequenz, Halbton und Oktave

Das abendländische Tonsystem wird üblicherweise in Oktavräume (Oktavstreifen) eingeteilt, die jeweils vom Ton c bis zum nächsthöheren Ton h reichen. Zur eindeutigen Benennung hat jeder Oktavraum eine eigene Bezeichnung. Die Töne der tieferen Oktaven werden mit Großbuchstaben, die der höheren mit Kleinbuchstaben bezeichnet (siehe Abb.); für jede höhere oder tiefere Oktave wird außerdem ein Strich hinzugesetzt. Statt der Striche können die Tonbuchstaben beziffert (c′ = c1) oder, in den tiefen Oktaven, auch verdoppelt werden (‚C = C1 = CC). In der gesprochenen Form wird dem Tonnamen die Bezeichnung der Oktave vorangestellt (z. B. „großes d“ für D, „eingestrichenes g“ für g′ ). 
| Oktavbezeichnung         | Index- Schreibweise | Apostroph- Schreibweise | Strich- Schreibweise | Wissenschaftliche Schreibweise | EDV-gerechte Schreibweise | Frequenz in Hertz (a1 = 440 Hz, Gleichstufige Stimmung) |
| ------------------------ | ------------------- | ----------------------- | --- | ------------------------------ | ------------------------- | ------------------------------------------------------- |
| Subsubkontra-Oktave      | C3 oder 3C          | ‚‚‚C oder CCCC          | {\displaystyle {\begin{smallmatrix}{\underline {\underline {\underline {\mathsf {C}}}}}\end{smallmatrix}}}                                              | C−1                            | C-1                       | 8,18 Hz                                                 |
| Subkontra-Oktave         | C2 oder 2C          | ‚‚C oder CCC            | {\displaystyle {\begin{smallmatrix}{\underline {\underline {\mathsf {C}}}}\end{smallmatrix}}}                                                           | C0                             | C0                        | 16,35 Hz                                                |
| Kontra-Oktave            | C1 oder 1C          | ‚C oder CC              | {\displaystyle {\begin{smallmatrix}{\underline {\mathsf {C}}}\end{smallmatrix}}}                                                                        | C1                             | C1                        | 32,70 Hz                                                |
| Große Oktave             | C                   | C                       | {\displaystyle {\begin{smallmatrix}{\mathsf {C}}\end{smallmatrix}}}                                                                                     | C2                             | C2                        | 65,41 Hz                                                |
| Kleine Oktave            | c oder c0           | c                       | {\displaystyle {\begin{smallmatrix}{\mathsf {c}}\end{smallmatrix}}}                                                                                     | C3                             | C3                        | 130,81 Hz                                               |
| Eingestrichene Oktave    | c1                  | c′                      | {\displaystyle {\begin{smallmatrix}{\overline {\mathsf {c}}}\end{smallmatrix}}}                                                                         | C4                             | C4                        | 261,63 Hz                                               |
| Zweigestrichene Oktave   | c2                  | c′′                     | {\displaystyle {\begin{smallmatrix}{\overline {\overline {\mathsf {c}}}}\end{smallmatrix}}}                                                             | C5                             | C5                        | 523,25 Hz                                               |
| Dreigestrichene Oktave   | c3                  | c′′′                    | {\displaystyle {\begin{smallmatrix}{\overline {\overline {\overline {\mathsf {c}}}}}\end{smallmatrix}}}                                                 | C6                             | C6                        | 1.046,50 Hz                                             |
| Viergestrichene Oktave   | c4                  | c′′′′                   | {\displaystyle {\begin{smallmatrix}{\overline {\overline {\overline {\overline {\mathsf {c}}}}}}\end{smallmatrix}}}                                     | C7                             | C7                        | 2.093,00 Hz                                             |
| Fünfgestrichene Oktave   | c5                  | c′′′′′                  | {\displaystyle {\begin{smallmatrix}{\overline {\overline {\overline {\overline {\overline {\mathsf {c}}}}}}}\end{smallmatrix}}}                         | C8                             | C8                        | 4.186,01 Hz                                             |
| Sechsgestrichene Oktave  | c6                  | c′′′′′′                 | {\displaystyle {\begin{smallmatrix}{\overline {\overline {\overline {\overline {\overline {\overline {\mathsf {c}}}}}}}}\end{smallmatrix}}}             | C9                             | C9                        | 8.372,02 Hz                                             |
| Siebengestrichene Oktave | c7                  | c′′′′′′′                | {\displaystyle {\begin{smallmatrix}{\overline {\overline {\overline {\overline {\overline {\overline {\overline {\mathsf {c}}}}}}}}}\end{smallmatrix}}} | C10                            | C10                       | 16.744,04 Hz                                            |

Mit den Tönen von der Subsubkontraoktave bis zur siebengestrichenen Oktave wird der gesamte menschliche Hörbereich abgedeckt. In der Subsubkontraoktave beginnt der Infraschallbereich und in der siebengestrichenen Oktave der Ultraschallbereich.
Der Tonumfang, in dem Musikinstrumente spielen und vom Menschen wahrnehmbar sind, reicht gewöhnlich vom ‚C der Kontra-Oktave (Kontrabass, Kontrafagott, Kontrabasstuba, Kontrabassklarinette und Kontrabassposaune) bis hinauf zum c′′′′′ der fünfgestrichenen Oktave (Piccoloflöte, Glockenspiel, Celesta). Töne außerhalb dieses Bereichs werden kaum genutzt, da sie kaum hörbar wären. Das Klavier reicht hinab bis zum Subkontra-A (‚‚A). Größere Orgeln verfügen zumeist über ein 32′-Register im Pedalwerk, das bis zum Subkontra-C (‚‚C) reicht.

### Alternative Bezeichnungssysteme
Abweichend von dem vorgestellten, in der klassischen Musiklehre weit verbreiteten System wird in Computerprogrammen (wie etwa „Trackern“) manchmal das Kontra-C (‚C) als das erste auf der Klaviatur verfügbare C als „C1“ bezeichnet und von dort entsprechend aufwärts weitergezählt – manchmal auch nach unten, so dass das tiefste vom menschlichen Ohr wahrnehmbare C mit 16,35 Hz als „C0“ erscheint und das eingestrichene (c′) als „C4“.